# Fanlillo
Fanlillo, en aragonais Fandiello, est un village de la province de Huesca, situé à environ trois kilomètres à l'est du village de Yebra de Basa, à 1 060 mètres d'altitude. Il compte aujourd'hui vingt-et-un habitants. L'église paroissiale date de 1733.